# Maddie Bowman
Maddie Bowman, född 10 januari 1994 i South Lake Tahoe i Kalifornien, är en amerikansk freestyleåkare som tävlar i halfpipe. Vid Olympiska vinterspelen 2014 tog hon OS-guld i damernas halfpipe.
Maddie har även tagit 3 raka guld i SuperPipe på X Games.